# ロス・ウルブリヒト
ロス・ウィリアム・ウルブリヒト（Ross William Ulbricht, 1984年3月27日 - ）はアメリカ合衆国の元麻薬売買人及びダークネット・マーケットの運営者。ウルブリヒトは2011年にウェブサイト「シルクロード」を開設し、逮捕される2013年まで運営していたことで最もよく知られている 。ウルブリヒトはまた「Dread Pirate Roberts(ドレッド・パイレーツ・ロバート)」という偽名を用いていたことでも知られる。
ウルブリヒトは2015年2月に資金洗浄、コンピュータハッキング、不正身分証明書の不正取引の共謀、麻薬不正取引の共謀で有罪判決を受け、2017年に合衆国第2巡回区控訴裁判所は一審の有罪判決及び刑の宣告を支持した。ウルブリヒトは仮釈放無しの終身刑に服していたが、2025年1月21日にアメリカ合衆国大統領のドナルド・トランプによって（「完全かつ無条件」の）恩赦が与えられ、釈放された。

## 若年期と教育
ウルブリヒトはオースティンの都市部で育った。彼は元ボーイスカウトであり、最高位のランク「イーグルスカウト」を達成していた。彼はウェスト・リッジ中学校に通学した後、ウェストレイク高校に進学し(中学・高校共にオースティン近郊に存在)、2002年に高校を卒業した。
彼はテキサス大学ダラス校に全額給付の大学の奨学金で進学し、2006年に物理学の学士号を取得し卒業した。彼はその後ペンシルベニア州立大学に進学し、そこでは材料工学の修士課程に在籍し結晶学を学んでいた。ウルブリヒトが卒業する時には彼はリバタリアニズムの経済理論により興味を持つようになっていた。特に、ウルブリヒトはルートヴィヒ・フォン・ミーゼスの政治哲学に愛読し、ロン・ポールを支持し、自身の経済の見解を論ずるために大学のディベートに参加した。
ウルブリヒトは2009年にペンシルベニア州立大学を卒業しオースティンへと戻った。この時までにウルブリヒトは正規雇用は満足できないとみており、起業家になることを望んでいたが、最初の彼の事業は失敗に終わった。彼はデイトレードを試み、ビデオゲーム企業を始めた。最終的にオンラインの中古本販売「Good Wagon Books」を設立する手助けとするために彼は友人のドニー・パルメトリーと協力した。彼の事業は僅かな成功をおさめたが、ペンシルベニアの腐れ縁の彼女と別れることになったことで、ウルブリヒトは不満をいだいていた。

## シルクロード、逮捕と裁判
早ければ2009年にウルブリヒトは法執行機関を避けるためにTorとビットコインを使用するオンラインのブラックマーケットを設立するアイディアを検討していた。Torはデータを暗号化し最終目的地に到達する前にIPアドレスの匿名化を行う中継サーバーを通じてインターネットトラフィックをルーティングするプロトコルである。Torのサイトとして自身のマーケットをホスティングすることで、ウルブリヒトはIPアドレスを隠すことが出来た。ビットコインは暗号通貨であり、全てのビットコインのトランザクションはブロックチェーンのログに記録される一方で、ユーザーが自身のオンライン上の「財布」と身元の紐づけを避ければ、かなりの匿名性で取引を行うことができる。
ウルブリヒトはシルクロードのログインに「ドレッド・パイレーツ・ロバート」を使用した。しかし、そのアカウントを使用していたのは彼だけだったのかは論争になっている。ドレッド・パイレーツ・ロバートは、シルクロード・マーケットプレイス創設のインスピレーションは「サミュエル・エドワード・コンキン3世の作品と『Alongside Night』」のおかげと考えていた。
ウルブリヒトは「Good Wagon Books」のサイドプロジェクトとして2010年に自身のオンラインマーケットプレイスの開発に着手し始めた。彼はまたシルクロードの運営中に散発的に日記をつけており、最初のエントリーでは開設前の自身の状況を述べ、彼は自身のベンチャーを通じて2011年を「繁栄の年」にするだろうと予測した。ウルブリヒトは自身のLinkedInページの記述においてシルクロードについても言及している可能性があり、そこでは「人類の弾圧政治と攻撃の利用を廃止する手段としての経済理論を用いる」ことが自身の望みだとし、「私は組織的な力の行使がない世界に住んでいるような直接的経験を人々に与えるための経済的シミュレーションを作っている」と主張した ナサニエル・ポッパーはシルクロードの創設はウルブリヒトが大学後の事業の失敗で貯蓄の大半を使い果たしてしまった後の「自暴自棄」の行為によるものだと述べた。ウルブリヒトは逮捕前にサンフランシスコに移っていた。

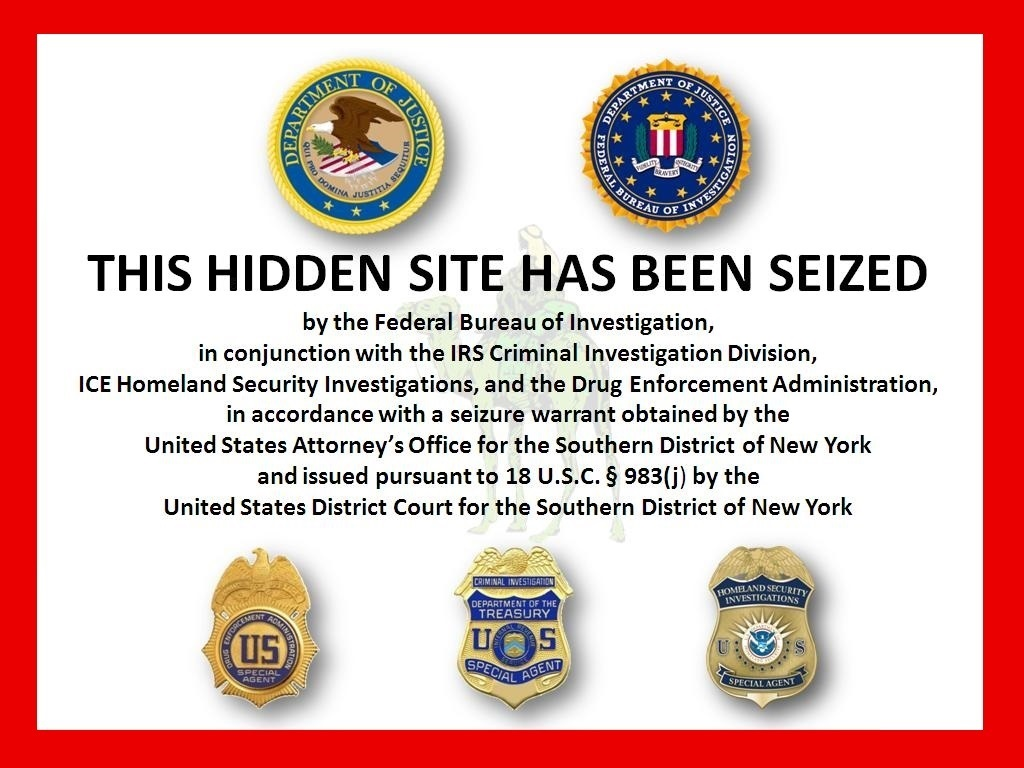
FBIによりサイトが差し押さえられた後オリジナルのシルクロードに表示された画像

2013年中頃、シルクロード事件にDEAと共に取り組んでいたIRSの調査官ゲイリー・アルフォードによりウルブリヒトが最初に「ドレッド・パイレーツ・ロバート」に接続したことが突き止められた。2013年10月、ウルブリヒトはサンフランシスコ公立図書館のグレン・パーク分館でFBIに逮捕され、サイトの背後にいる「支配人」だと非難された。
逮捕時にサイトの運営に用いていたノートパソコンのデータをウルブリヒトが暗号化または削除するのを防ぐために2人の捜査官が口論する恋人同士を装った。彼らが十分に彼の気を逸らした時に、第3の捜査官が彼のコンピュータを持ち去り、USBフラッシュドライブを挿入し、ハードドライブの全データを複製した。クリス・ターベル捜査官がウルブリヒトに逮捕状を提示した。
ウルブリヒトは資金洗浄、コンピュータハッキング、麻薬の不正取引の共謀及び殺人の周旋の罪に問われた。殺人周旋罪は起訴から排除されたが、証拠はウルブリヒトの判決に含まれていた。2015年2月に陪審員の審理が終了した後ウルブリヒトは残り全ての罪で有罪評決を受け、2015年5月29日に仮釈放無しの終身刑が言い渡された。
検察官は6件の嘱託殺人契約の内1件も起こらなかったと考えていた。1件の殺人周旋罪はメリーランド州で行われる分離裁判で処理されることになり、他の5件は提出されることはなかった。

## 有罪判決後
彼の弁護士は2016年1月12日に検察側がシルクロードの捜査でのDEA捜査官の不正行為(有罪判決を受けた)の証拠を不法に保留しているとの主張を中心に控訴した。2016年10月6日に控訴審の口頭審理が開かれた。2017年5月31日、合衆国第2巡回区控訴裁判所はウルブリヒトの控訴を否定し、有罪判決及び合衆国巡回裁判官のジェラルド・E・リンチによって書かれた意見書に基づく終身刑の宣告を肯定した 。ウルブリヒトは2人の連邦捜査官の汚職は考慮されるべきであり、判決は厳しすぎると主張した。

## 投獄
刑の開始時にウルブリヒトはニューヨークのメトロポリタン矯正センターに投獄された 。2017年9月時点では彼はフローレンス・ハイ連邦刑務所に収監されていた。

## 恩赦
2025年1月21日、ドナルド・トランプ米大統領は、ウルブリヒト受刑者に（「完全かつ無条件」の）恩赦を与えたと発表した。トランプは2024年5月のリバタリアン運動の会合で大統領就任直後にウルブリヒト受刑者を減刑すると約束しており、（恩赦発表文の中で）ウルブリヒト受刑者の量刑は「ばかげており」、罪に釣り合っていないと主張した。